# Amatori Vercelli 1998-1999
Questa voce raccoglie le informazioni riguardanti l'Hockey Club Amatori Vercelli nelle competizioni ufficiali della stagione 1998-1999.

## Maglie
| 1ª divisa | 2ª divisa |

## Organico

### Giocatori
| N° | Naz.                 | Ruolo | Sportivo            |  |  |  |
| -- | -------------------- | ----- | ------------------- |  |  |  |
|    | Italia (bandiera)    | E     | Pierluigi Bresciani |  |  |  |
|    | Italia (bandiera)    | E     | Davide Costanzo     |  |  |  |
|    | Italia (bandiera)    | P     | Alessandro Cupisti  |  |  |  |
|    | Italia (bandiera)    | E     | Franco Girardelli   |  |  |  |
|    | Italia (bandiera)    | E     | Andrea Perin        |  |  |  |
|    | Italia (bandiera)    | E     | Franco Polverini    |  |  |  |
|    | Italia (bandiera)    | P     | Franco Provera      |  |  |  |
|    | Argentina (bandiera) | E     | Osvaldo Raed Oyola  |  |  |  |
|    | Italia (bandiera)    | E     | Dario Rigo          |  |  |  |

### Staff tecnico
- Allenatore:  Nino Caricato